# Nupaky
Nupaky är en ort i Tjeckien.   Den ligger i regionen Mellersta Böhmen, i den centrala delen av landet, 17 km sydost om huvudstaden Prag. Nupaky ligger 316 meter över havet och antalet invånare är 138.
Terrängen runt Nupaky är lite kuperad. Runt Nupaky är det ganska tätbefolkat, med 111 invånare per kvadratkilometer. Närmaste större samhälle är Prag, 16,6 km nordväst om Nupaky. Trakten runt Nupaky består till största delen av jordbruksmark.